# 上杉綱憲
上杉 綱憲（うえすぎ つなのり）は、江戸時代前期から中期にかけての大名。出羽国米沢藩4代藩主。山内上杉家20代当主。高家肝煎・吉良上野介義央の実子（長男）で、上杉家に養子入りする。藩主在任中は教学振興を行い、後に藩校興譲館となる聖堂・学問所を設立する一方で財政を悪化させた。能を愛好し複数の能面や装束が現存している。

## 生涯

### 米沢上杉家の相続
旗本の吉良家に産まれたが母方の祖父上杉定勝の上杉家が絶えそうになったため養子となり相続した。上杉家は足利将軍家の姻族で関東管領を世襲するほどの名家であったが、綱憲の実家の吉良家も足利将軍家と同流の足利氏一門で、評定衆を世襲するほどの家であった。
高家肝煎・吉良義央の長男として誕生する。幼名は三之助。母は上杉綱勝の妹で、義央の正室・富子。寛文4年（1664年）閏5月10日に、米沢藩3代藩主で伯父の上杉綱勝が嗣子の無いままに急死した。米沢藩は無嗣断絶により改易されるべきところを、綱勝の岳父であった陸奥国会津藩主・保科正之の計らいによって、義央と富子の間に生まれたばかりの三之助を末期養子とすることで存続を許された。義央は扇谷上杉家の上杉氏定の血を引いている。「会津松平家譜」によると、幕閣では綱勝の後継者に保科正之の子の正純を据えることも検討されていたが、正之が謝絶したとされている。
三之助は上杉喜平次景倫（かげのり/かげとも）と改名し、6月5日に正式に上杉家の当主となった。時に2歳。竹俣義秀や中条知資らの補佐を受ける。
末期養子による相続の代償として、信夫郡と伊達郡を削られ藩領は置賜郡のみとなり、30万石の所領は15万石に半減された。このため米沢藩は恒常的な財政逼迫に悩まされることになった。
7月11日、幼少の藩主・喜平次に代わって家臣が謝礼のため、4代将軍・徳川家綱の御前に出て綱勝の遺品の左吉貞の脇差及び徽宗筆の書の掛幅を献上した。寛文8年（1668年）8月25日、喜平次自身が初めて将軍に御目見する。延宝3年（1675年）11月23日、将軍家綱の御前で元服し、養父同様、家綱の偏諱をうけて綱憲と改名し、従四位下侍従弾正大弼に叙任した。義父の綱勝と同名となることを避けるため、諱の下の字（2文字目）には、曽祖父の景勝、祖父の定勝、伯父の綱勝と3代に亘って通字化していた「勝」の字ではなく、かつての上杉氏の通字であった「憲」の字を使用した。綱憲以降は現在に至るまでこの字を使用する当主が多くみられる。「勝」の字は四男・勝周を祖とする新田上杉氏へと継承された。
上杉家では延宝2年（1674年）4月に綱憲の傅役である竹俣充綱が上杉家の家史編纂を進言し、延宝5年（1677年）4月には正式に着手され、元禄9年（1696年）5月には「謙信公御年譜」が、元禄16年8月には「景勝公御年譜」が完成した。
延宝6年（1678年）、徳川御三家の一つである紀州藩主・徳川光貞の娘である栄姫を妻に迎える。正室の縁により、徳川綱教は義兄、徳川頼職、徳川吉宗は義弟となった。
延宝7年（1679年）4月21日、初めて封地の米沢に入部を許される。6月に米沢城に入るとそのまま本丸内にあった上杉謙信の遺骸が安置された御堂に参詣した。翌年1月13日に御堂において謙信着用の甲冑を着て参詣をする「御武具召初」の儀式を行う。これは外孫とは言え外部からの養子として上杉氏に入った綱憲の権威付けのために創始された儀式とみられ、以降歴代藩主の初入部の際の恒例となった（明治になってから家督を継いだ上杉茂憲を除く）。
天和元年（1681年）4月19日、新将軍・徳川綱吉から行光の刀を賜う。
元禄2年（1689年）11月、実家の吉良家に後継者がいなくなっていたことから、次男の春千代（のちの吉良義周）を父・義央の養子とした。こうした3重の縁により、吉良家と上杉家の関係は親密なものとなった。吉良家の普請や買掛金は上杉家が負担するのが恒例となった他にも、毎年6,000石の財政援助が吉良家に対して行われた。この負担の大きさに、上杉家の江戸勘定方・須田右近は、米沢の重臣に宛てた書状の中で「当方もやがて吉良家同然にならん」と嘆いている。

### 藩政
藩政は、教学振興や風俗統制、役職整備、歴史編纂といった文治政治に力を入れている。このため、七家騒動で千坂高敦らが上杉治憲らの改革を批判する際、「風俗もよく、政治もよし」と綱憲の治世を評価している。
風紀取締りには厳罰を持って対処し、治世中は家事不正による譜代家臣の追放が多く、天和3年（1683年）に領内に博打した者を死罪とする法令を出す。
元禄5年（1692年）に、支城のうち4箇所を「役屋」、城代を「役屋将」に改めている（館山城・高畠城は例外）。
元禄10年（1697年）6月15日、米沢藩学館の始めとなる聖堂・学問所を藩儒兼藩医の矢尾板三印の自宅に建設 し、聖堂の扁額を「感麟殿」とする 。また、上杉謙信と景勝の年譜を完成させる。
また、元禄11年（1698年）6月塩野毘沙門堂や禅林寺（後の法泉寺）の文殊堂などの社寺の大修理等を行った。
その一方で財政面に関しては、前述の学問所や米沢城本丸御書院、二の丸御舞台、麻布中屋敷新築などの建設事業や、参勤交代を華美にし、豪華な能遊びを行うといった奢侈により、所領削減により減収した藩財政を悪化させた。このため、藩の軍用貯金を一般財政に流用することとなる。さらにこの財政状況で吉良家を援助しているので、当然非難の的となる。
米沢藩では謙信への思慕の念が強く、綱憲の外祖父・上杉定勝が制定した「他家の風を真似ず、万事質素にして律儀ある作法を旨とする」という法令もあって、綱憲はそのため家臣から必ずしも熱心な支持を得られていなかった。

### 赤穂事件
元禄14年（1701年）3月14日には、江戸城内で吉良義央が赤穂藩主・浅野長矩に傷つけられる事件が起こり、事件後に綱憲は生母・富子を屋敷へ引き取っている。翌年（1702年）12月14日に赤穂浪士による吉良邸討ち入り（赤穂事件）が起こった。

#### 創作・巷説
『忠臣蔵』を題材にしたドラマなどでは、父のために援軍を送ろうとする綱憲に対して、家老で忍者やくのいちを使う色部安長または山鹿流の達人で「猫兵部」と呼ばれる千坂高房がこれを諌める場面が描かれる。しかし、色部安長は実父の忌日で上杉家に出仕しておらず、千坂高房に至っては2年前にすでに他界していた。この日に綱憲を止めたのは家臣ではなく、幕府老中からの出兵差止め命令を綱憲に伝えるべく上杉邸に赴いた、遠縁筋の高家・畠山義寧であった。
こうした事情を知らない庶民は、討ち入りを行った赤穂浪士を義士として持て囃す一方、討ち入り後に行動を起こさなかった米沢藩の態度を不甲斐無いと見なしたという演出がある。そのため上杉謙信以来の武門の名家の名声は地に落ちて、江戸市中には「上杉のえた（枝）をおろして酒はやし　武士はなるまい町人になれ」「景虎（謙信）も今や猫にや成りにけん　長尾（謙信の実家）を引いて出（）もやらねば」などという落書が大量に貼られたという話もある。
しかし、これは1765年（明和2年）の『誹風柳多留』にあるもので事件から60年も経過している。また、『元禄快挙録』『赤穂義士一夕話』には「江戸の町民が引き上げの赤穂義士を見て恐れおのめいていた」と記されている。
他方で討ち入り事件は、綱憲一人にとっては大事な故家の危機ではあっても、藩士にとっては他家の不始末と受けとめられたに過ぎなかった。結局、自藩を断絶の危機へと追い込む行動には誰も賛成していなかったため、出兵しないのは“自発的な行動”と外部からは見られるほど、幕令は藩士たちには当然なものとして受け入れられたと言われている。

### 隠居と死
元禄16年（1703年）8月21日、病のため隠居し、嫡男の吉憲に家督を譲った。その後の9月14日、将軍・綱吉に来国俊の脇差および牧谿筆の双幅を、御台所・鷹司信子に二条為氏筆の「古今和歌集」を、将軍生母・桂昌院に二条為重筆の「古今和歌集」をそれぞれ献上している。
翌宝永元年（1704年）6月2日、死去。享年42。母・富子は同年8月2日に死去している。国許の米沢御廟に葬られた。
その後、上杉家の財政逼迫は深刻化し、建て直しは曾孫に当たる上杉鷹山の藩政改革を待つことになる。

## 遺品
- 上杉綱憲公木像：鳳台寺
- 能面・能装束：上杉博物館 所蔵[7]
- 『楠正成一巻之書』- 山鹿素行が序文を書き上杉綱憲に贈ったもの：米沢図書館 所蔵

## 系譜
- 父：吉良義央
- 母：上杉富子 - 上杉定勝の四女
- 養父：上杉綱勝
- 正室：栄姫（紀州藩主徳川光貞の娘、8代将軍徳川吉宗の姉）
（子なし）
- 側室：茨木氏（お要の方、清寿院）
  - 長男：上杉吉憲 - 第5代藩主。
  - 次男：吉良義周 - 祖父（綱憲の実父）・吉良義央の養嗣子となり跡を継ぐ。赤穂浪士の討ち入りの後、改易となる。
- 側室：樫田氏（於磯）
  - 三男：上杉憲孝（- のりたか、元禄5年5月22日（1692年7月6日） - 宝永5年11月24日（1709年1月4日）
通称は主殿。「寛政重修諸家譜」では、宝永5年に将軍徳川綱吉に御目見したが、その年に若くして逝去したとする。
  - 四男：上杉勝周 - 支藩米沢新田藩の初代藩主。
  - 五男：上杉勝延
  - 娘：豊姫（瑞耀院） - 秋月藩主黒田長貞の正室。米沢藩第9代藩主・上杉治憲の祖母にあたる。

## 演じた俳優
- 船越英二「忠臣蔵」（1958年、大映）
- 中村嘉葎雄「忠臣蔵 櫻花の巻・菊花の巻」（1959年、東映）
- 里見浩太朗 「赤穂浪士」（1961年、東映）
- 天田俊明「大忠臣蔵」（1971年、NET）
- 柳生博「水戸黄門第4部」（1973年、TBS）
- 坂口祐三郎「水戸黄門第7部」（1976年、TBS）
- 大竹修造「忍びの忠臣蔵」（1981年、フジテレビ）
- 松橋登「峠の群像」（1982年、NHK）
- 8代目中村芝翫「忠臣蔵」（1985年、日本テレビ）／「大忠臣蔵」（1989年、テレビ東京）／「忠臣蔵 風の巻・雲の巻」（1991年、フジテレビ）※放送当時は3代目中村橋之助。
- 池畑慎之介 (ピーター）「大忠臣蔵」（1994年、TBS）
- 速水亮「八代将軍吉宗」（1995年、NHK）
- 2代目中村獅童「忠臣蔵」(1996年、フジテレビ）※映画版で綱憲を演じた中村嘉葎雄の甥。
- 宅麻伸「元禄繚乱」（1999年、NHK）
- 上杉祥三「新春ワイド時代劇 「忠臣蔵〜決断の時」」（2003年、テレビ東京）
- 榊英雄「忠臣蔵」（2004年、テレビ朝日）
- 柿澤勇人「忠臣蔵の恋〜四十八人目の忠臣〜」（2016年、NHK）

## 上杉綱憲を扱った作品
歌謡曲
- 長編歌謡浪曲 その夜の上杉綱憲 （三波春夫）